# Клуб «Родина»

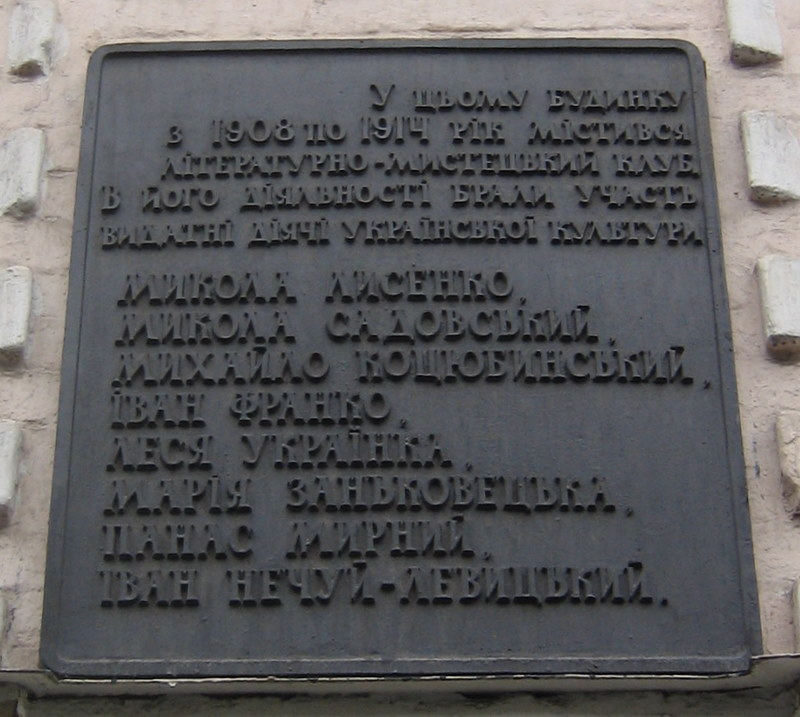
Меморіальна дошка: У цьому будинку з 1908 по 1914 роки містився літературно-мистецький клуб. В його діяльності брали участь видатні діячі української культури
Микола Лисенко,
Микола Садовський,
Михайло Коцюбинський,
Іван Франко,
Леся Українка,
Марія Заньковецька,
Панас Мирний,
Іван Нечуй-Левицький.

Клуб «Роди́на» («Український клуб») — створений як літературно-мистецька спілка 1908 року з ініціативи Миколи Лисенка. Після закриття 1912 року міською владою «Українського клубу», він продовжив свою діяльність під назвою «Родина» (1912—1918). З часу заснування був осередком Товариства українських поступовців (ТУП).
Клуб розташовувався в напівпідвальному поверсі будинку на розі Золотоворітської та Володимирської (нині Володимирська, 42). Тут проходили громадські зібрання, концерти, лекції, виступи співаків, кобзарів тощо.

## Діяльність

### Опис
Завданням «Родини» була організація лекцій, рефератів, вистав, подорожей та ін. Світове ім'я та високий авторитет Миколи Лисенка у суспільстві змушували царських чиновників досить поблажливо ставитися до «Родини». Крім того, українське слово «родина», тобто сім'я, російські сановники сприймали як російське слово «Рóдина», тобто «Батьківщина», і це також позитивно впливало на їхнє ставлення до «Родини». У перший рік свого існування Клуб не мав власного помешкання, і це дуже негативно позначалося на інтенсивності його діяльності. До жовтня 1912 «Родина» як український культурно-освітній осередок значно поступалася київському «Українському клубу», в якому згуртувалися найкращі сили місцевої інтелігенції. Але коли в жовтні 1912 р. «Український клуб» було закрито царською владою за те, що він, начебто, розповсюджував нелегальну літературу, то переважна більшість членів перейшла до приміщення «Родини», після чого діяльність клубу значно пожвавішала. Головою «Родини» було обрано публіциста, літературознавця, критика Федора Матушевського.
Під час Першої світової війни члени клубу влаштували у Клубі шпиталь у якому лікували ранених вояків та розповсюджували серед них українську пропаганду.
У клубі 20 (7) березня 1917 року утворили Українську Центральну Раду.
Клуб «Родина» проіснував до середини 1918 р.

### Клуб «Родина» та ТУП
3 — 7 березня 1917 р. у клубі «Родина» відбулися збори українських партій та організацій, скликані з ініціативи ТУПу у зв'язку з революційними подіями у Петрограді. Саме на них народилася ідея Української Центральної Ради як головного представницького центру українського руху. В останній день зборів головою УЦР було обрано Михайла Грушевського (перебував тоді у Москві), заступниками — Дмитра Антоновича, Дмитра Дорошенка, Федора Крижанівського. Згодом УЦР працювала у Педагогічному музеї (вул. Володимирська, 57), де в березні 1917 р. проходив з'їзд ТУПу. На ньому було відроджено УДРП, провід якої працював у приміщенні клубу до червня 1917 р. За цей період партію було відновлено і перейменовано на Українську партію соціалістів-федералістів (УПСФ). До керівництва УДРП входили Сергій Єфремов (голова), А. В'язлов, Д. Дорошенко, М. Левицький, Д. Лотоцький, Ф. Матушевський, А. Ніковський, В. Прокопович, О. Саліковський, М. Славинський, Л. Старицька-Черняхівська, П. Стебницький, П. Чижевський, С. Шелухін, І. Шраг, О. Шульгин.